# Col, Repentabor
Col je vaško naselje v Občini Repentabor v Pokrajini Trst.

## Etimologija
Občnoimenska slovenska beseda còl ima svojo povezavo z mitnino oz. carinsko dajatvijo. Beseda je prevzeta iz srednjevisokenemške »zol«, ki se je v rednem jezikovnem razvoju razvila v nemški »Zoll« v enakem pomenu, kar v starejšem jeziku pomeni tudi »mesto, kjer so pobirali cestnino oz. mitnino«, to je mitnica. Slovenska imena Col torej kažejo na kraje, kjer so pobirali mitnino.